# 이즈하라 하치만구 신사

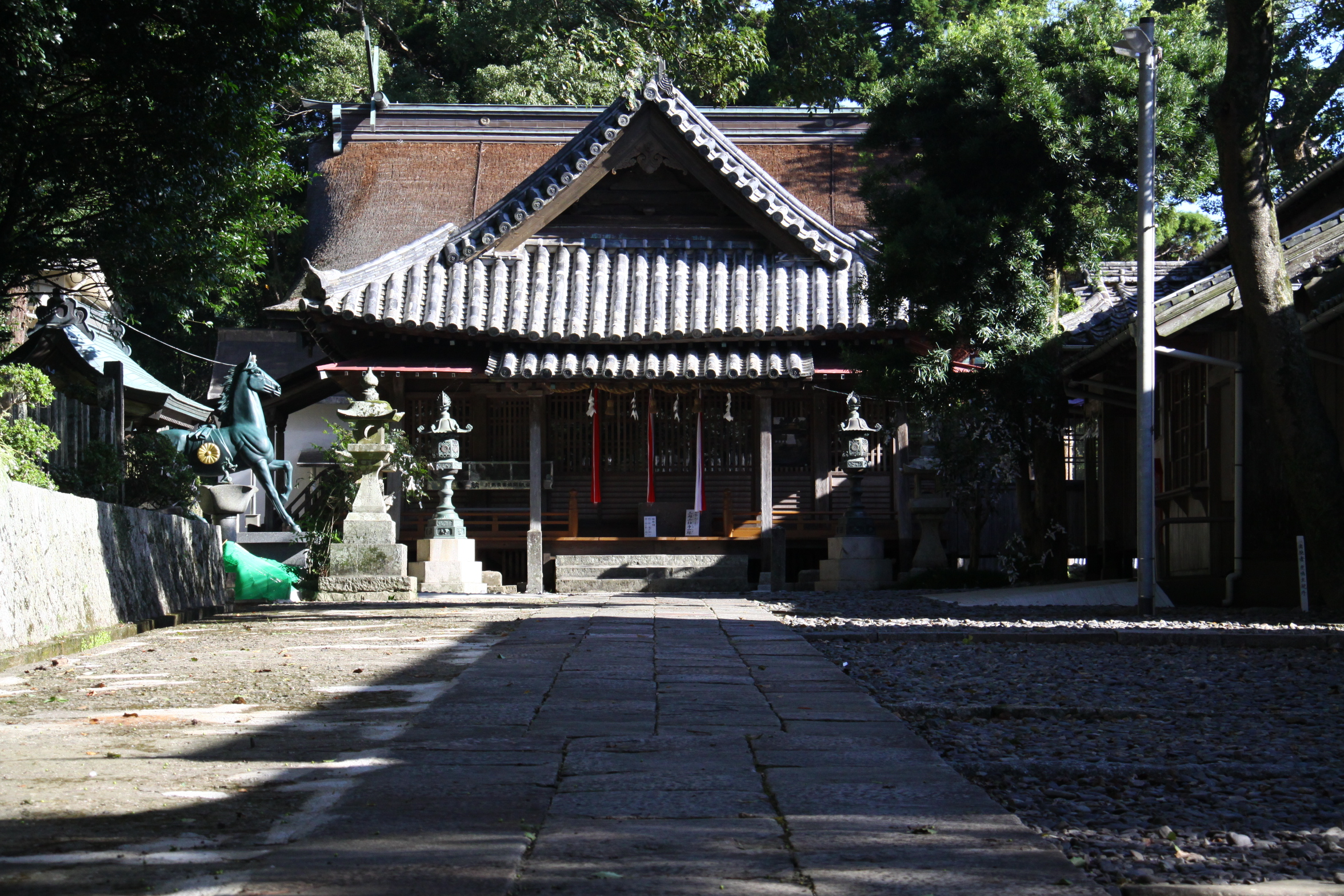
이즈하라 하치만구 신사의 배전 전경.

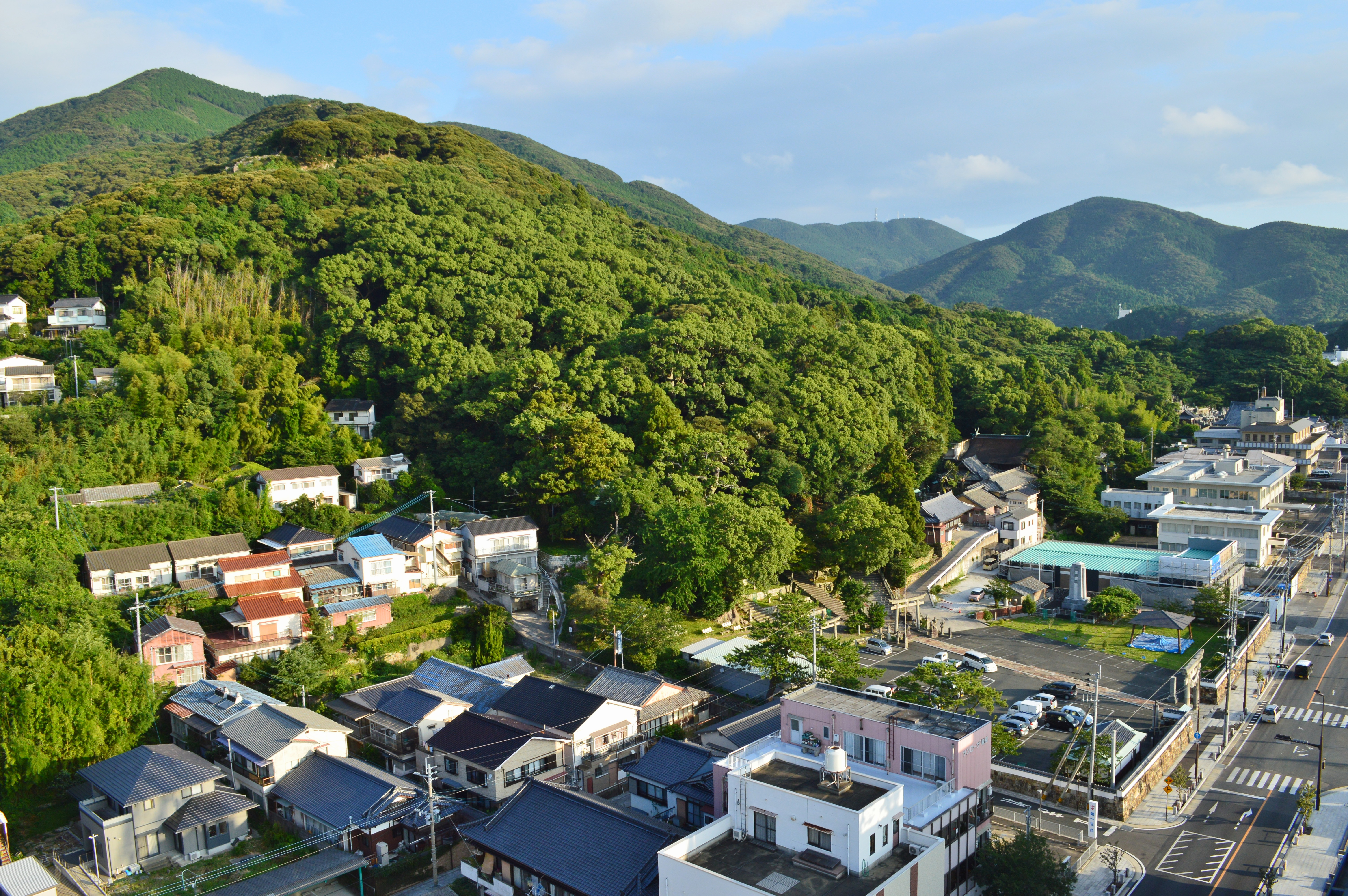
왼쪽은 시미즈산이 위치하고 있으며, 오른쪽 하단은 신사의 경내이다.

이즈하라 하치만구 신사(일본어: 厳原八幡宮神社 이즈하라하치만구우진쟈[*])는 나가사키현 쓰시마시 이즈하라마치 나카무라에 위치하고 있는 신사이다. 그러나 이 신사의 공식 명칭은 하치만구 신사(八幡宮神社)라고 가리키지만, 단순히 정의하자면 이즈하라 하치만구(厳原八幡宮)라고 표현된다.

## 기본 정보
- 주소 : 나가사키현 쓰시마시 이즈하라마치 나카무라 645-1
- 주제신 : 오진 천황, 진구 황후, 주아이 천황, 다케우치노 스쿠네
- 사격 등 : 쓰시마국 이치노미야 논사
- 창건 : 덴무 천황 6년 (677년)
- 본전의 양식 : 유조
- 예제 : 음력 8월 15일

## 갤러리

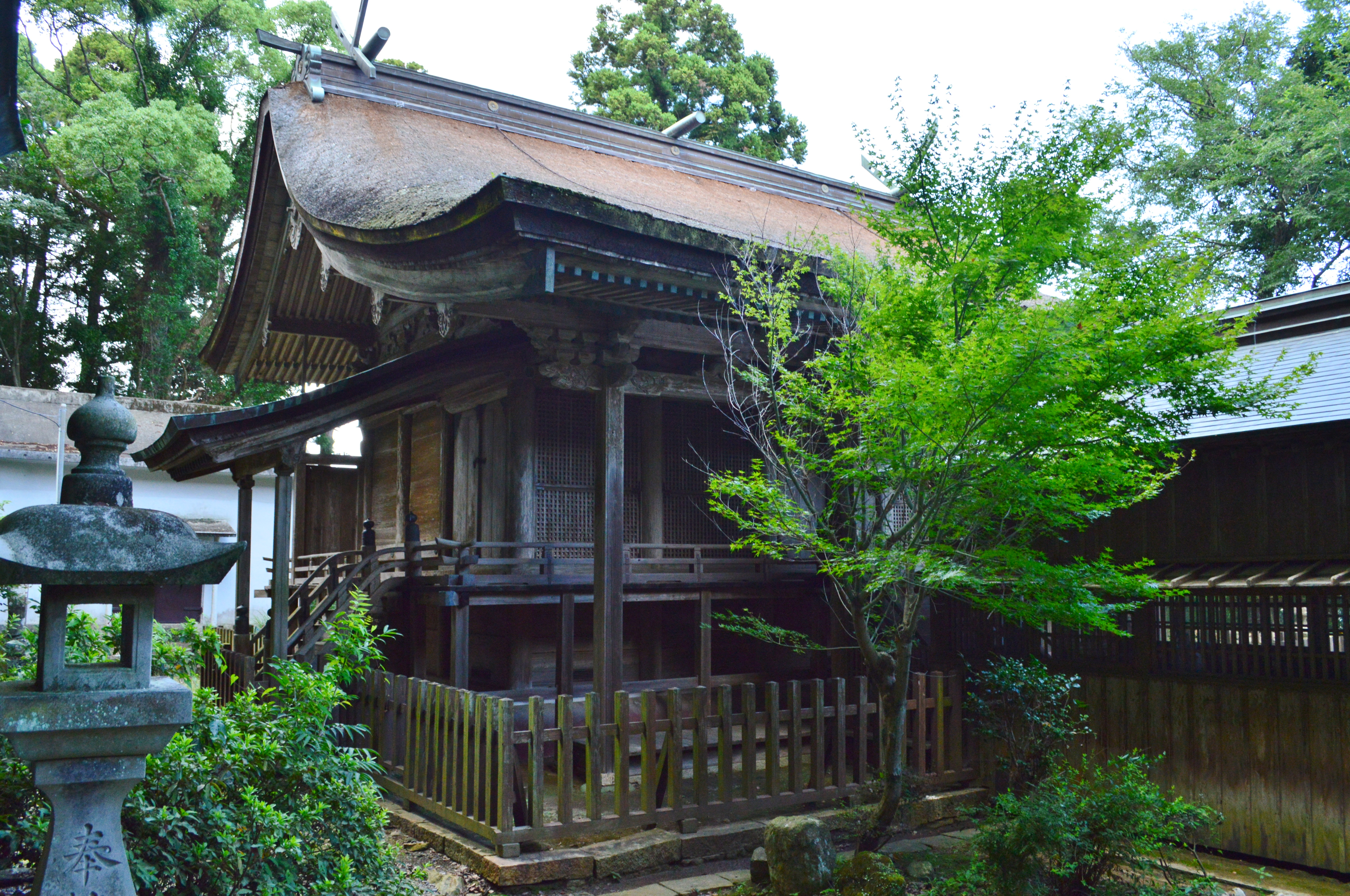
본전
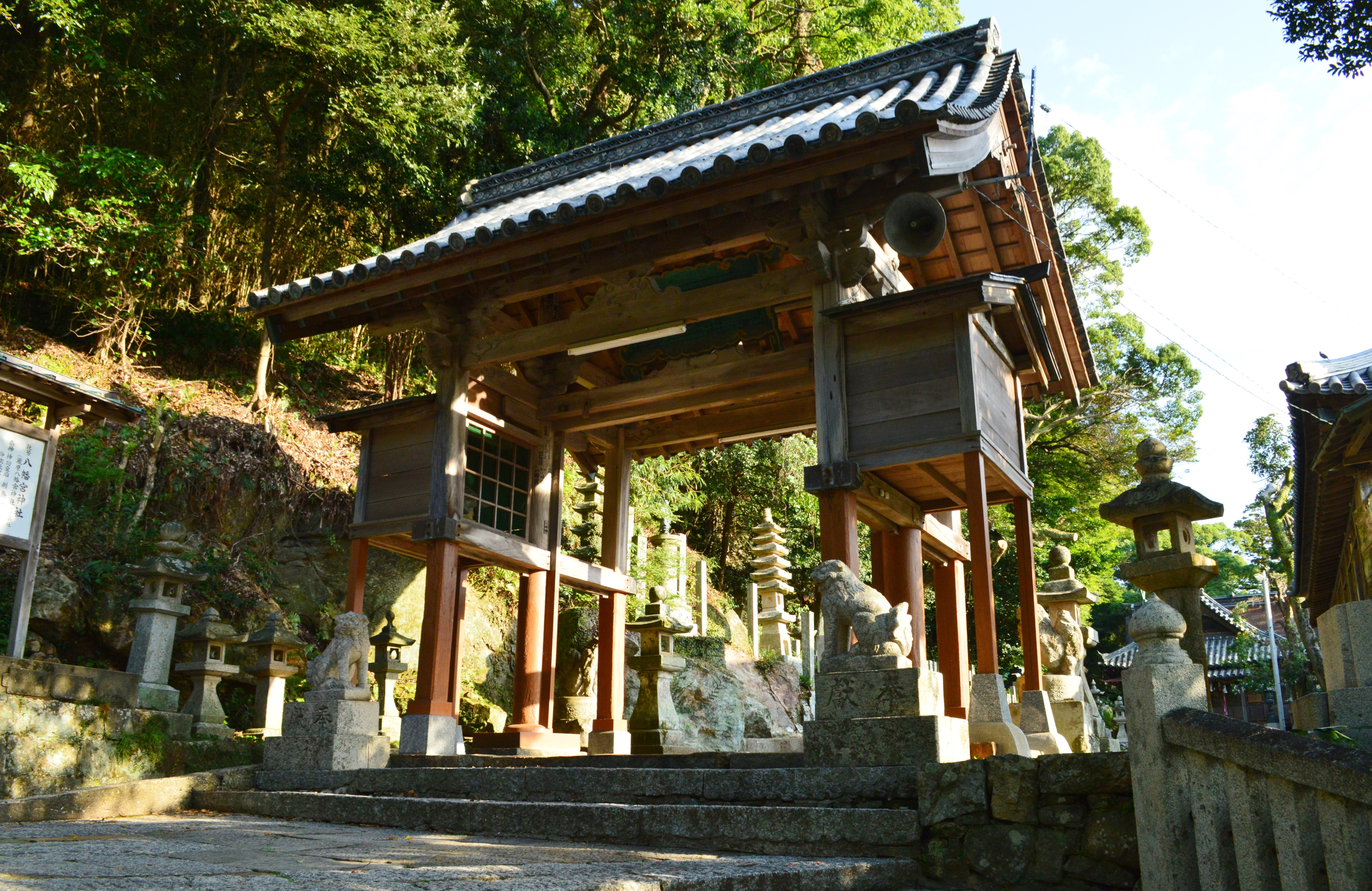
신사의 문
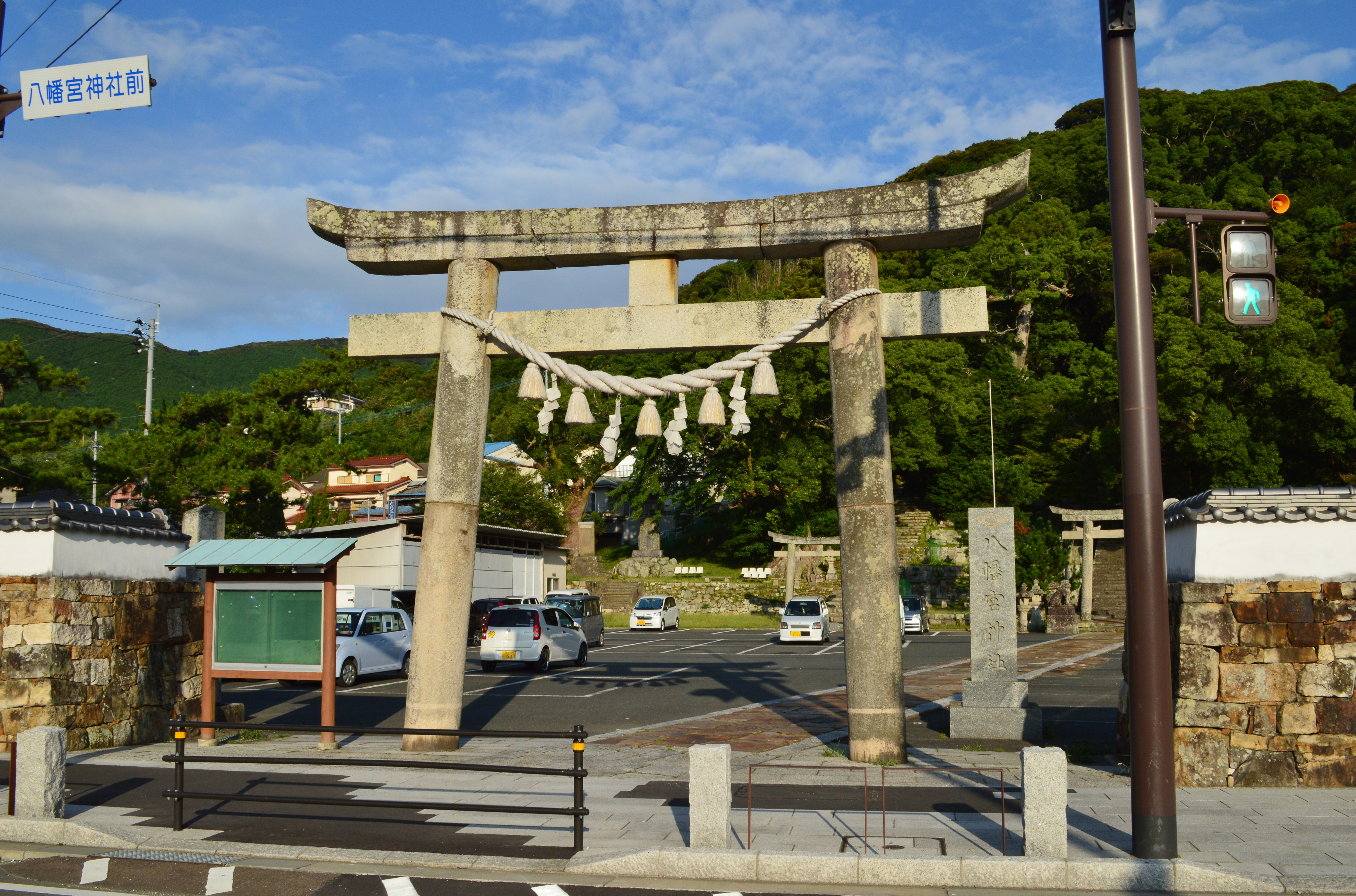
도리이 (기둥문)
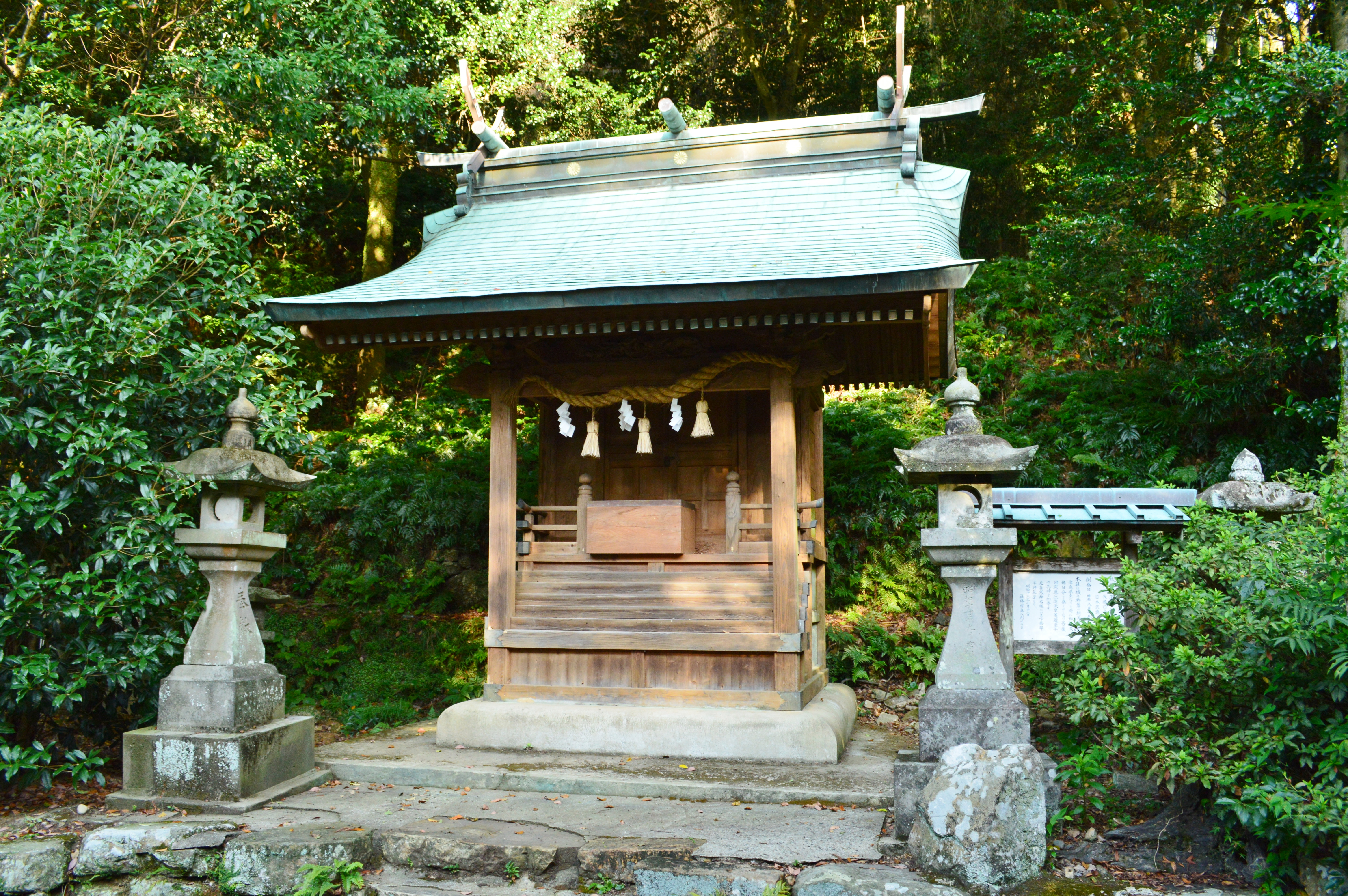
신사 경내에 위치한 히라노 신사
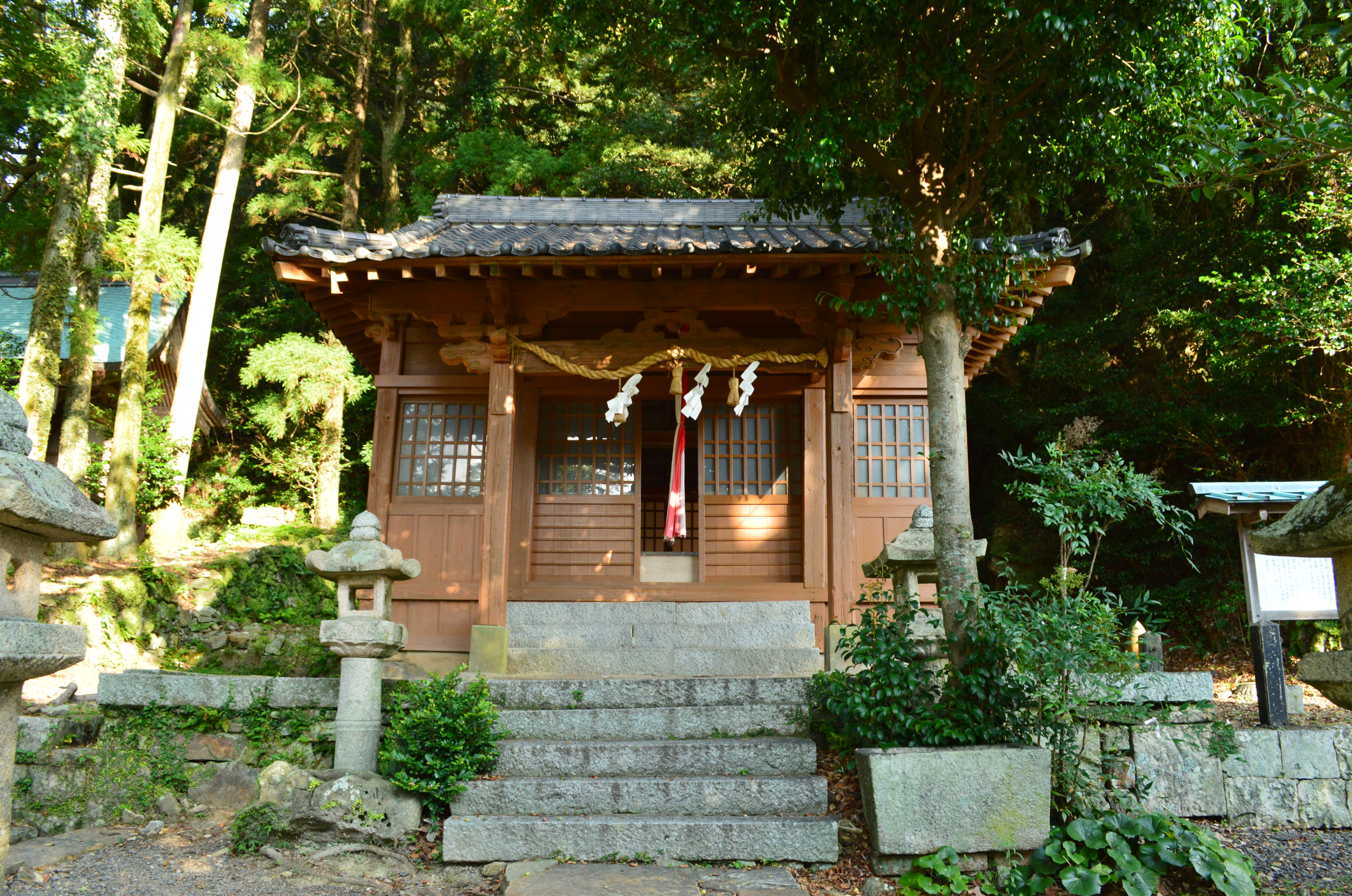
신사 경내에 위치한 우토노 신사
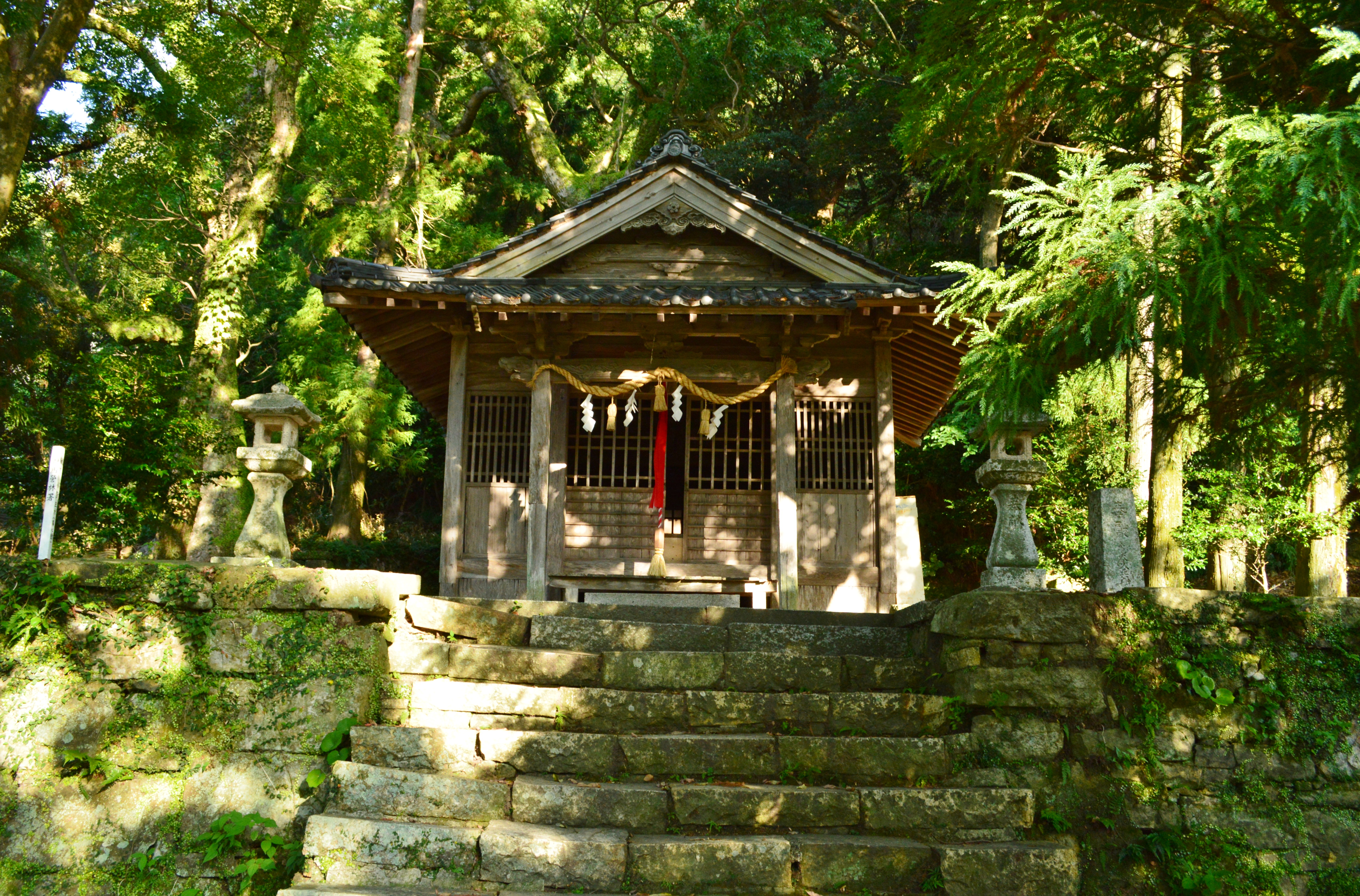
신사 경내에 위치한 덴진 신사

## 같이 보기
- 광개토왕의 신라 구원
- 가이진 신사